# Пучка Олександр Вікторович
Олександр Вікторович Пучка (нар. 29 липня 1978) — український футболіст, що грав на позиції воротаря. Відомий за виступами в низці українських клубів першої та другої ліг.

## Клубна кар'єра
Олександр Пучка розпочав виступи на футбольних полях у складі аматорської команди «Локомотив» (Гребінка) у 1994 році, грав у її складі в чемпіонаті ААФУ. На початку 1996 року Пучка став гравцем команди другої ліги «Оболонь», проте не був у її складі основним воротарем, та протягом року зіграв у її складі лише 6 матчів. На початку 1997 року футболіст перейшов до складу команди першої ліги ЦСКА-2, у складі якої за півроку провів 5 матчів.
У 1999 році, після невеликої перерви у виступах за професійні команди, Олександр Пучка став гравцем команди вищої української ліги «Металург» із Запоріжжя, проте в основній команді за рік так і не зіграв, знаходячись лише в запасі, та грав лише за фарм-клуб запорізької команди в другій лізі.
На початку 2000 року Пучка став гравцем команди першої ліги «Львів», у якій грав до середини 2001 року, проте був лише дублером основного голкіпера Віталія Постранського, та зіграв за рік лише 10 матчів. На початку сезону 2001—2002 року футболіст перейшов до іншої команди першої ліги «Прикарпаття» з Івано-Франківська, в якій зіграв 3 матчі, а на початку 2002 року знову став гравцем «Оболоні», яка на той час грала в першій лізі. Проте в основній команді Пучка зіграв лише 1 матч за півроку, більше часу проводячи в дублюючій команді. яка грала в другій лізі.
У 2004 році Олександр Пучка грав у складі команди другої ліги «Геліос» з Харкова. У 2005 році він став гравцем команди другої ліги МФК «Миколаїв», з якою здобув путівку до першої ліги, після чого до кінця 2006 року грав у складі «корабелів» уже в першій лізі. На початку сезону 2007—2008 років Пучка став гравцем команди першої ліги «Дністер» з Овідіополя, в якій був основним воротарем, проте в кінці 2008 року завершив виступи в професійних командах. У 2011 році Олександр Пучка знову грав у складі гребінківського «Локомотива», після чого до 2015 року грав у низці аматорських команд Полтавської області.